# مهرنجان ارامنه
مهرنجان ارامنه، روستایی از توابع بخش مرکزی شهرستان فلاورجان در استان اصفهان ایران است.

## جمعیت
این روستا در دهستان اشترجان قرار دارد و براساس سرشماری مرکز آمار ایران در سال ۱۳۸۵، جمعیت آن ۲۶۹ نفر (۷۰خانوار) بوده‌است.